# Trouble dans les andains
Trouble dans les andains est un livre de Boris Vian écrit pendant l'hiver 1942-1943. Il devait être édité par les éditions Toutain, qui cessèrent leurs activités avant sa publication et il n'est finalement paru qu'à titre posthume, en 1966.

## Résumé
L'histoire est simple. Les personnages sont à la recherche d'un mystérieux objet : le « barbarin fourchu ». Sous la plume de Vian, cela devient une enquête policière assez cocasse, où l'on nage dans des flots de sang de crapaud, une histoire pour s'amuser. Apparaissent dans ce livre des personnages récurrents chez Vian, comme Antioche Tambrétambre ou le Major (réutilisés dans Vercoquin et le Plancton), ainsi que lui-même sous l'anagramme de « Brisavion » ou du « baron Visi ».

## Genre littéraire
Le livre a été qualifié par plusieurs des critiques et biographes de Boris Vian de « roman », et il est fréquemment cité comme étant son premier roman. Toutefois Boris Vian le considérait comme un conte, et revendiquait à titre de premier roman L'Écume des jours. Ce rattachement littéraire au genre du conte est partagé par Marc Lapprand, en raison de la structure et de la morphologie du livre, puisqu'il est bâti sur le principe de la quête, et reprend plusieurs des éléments des sphères d'action définies par Vladimir Propp dans Morphologie du conte. Il partage d'ailleurs un grand nombre de points communs avec Conte de fées à l'usage des moyennes personnes, dont le style. Le livre se présente sous l'aspect d'un conte merveilleux, tout en intégrant des composantes issues du roman policier et des références au monde réel.